# بيرتي تشارلز فوربس
بيرتي تشارلز فوربس (بالإنجليزية: Bertie Charles Forbes)‏ (ولد في 14 مايو 1880 - 6 مايو 1954) كان صحفي اسكتلندي ومؤلف ومؤسس مجلة فوربس.
ولد فوربس في نيو دير، أبردينشاير وبعد دراسته في جامعة دندي، عمل ككاتب تقارير ومحرر لجريدة دندي من عام 1897 إلى عام 1901 ثم انتقل إلى مدينة جوهانسبرغ في جنوب أفريقيا وأسس جريدة باسم ذا راند ديلي ميل. هاجر إلى مدينة نيويورك في الولايات المتحدة في عام 1904. وعمل عام 1911 كمحرر عمود مع هيرست. غادر هيرست بعد سنتين لينتقل إلى نيويورك أمريكان إلى عام 1916.
أنشأ مجلة فوربس في عام 1917 وبقي رئيس تحريرها إلى وفاته في مدينة نيويورك في عام 1954، وساعده بروس تشارز فوربز (1916 - 1964) ومالكولم فوربس ستيفنسون (1917 - 1990).

## روابط خارجية
- بيرتي تشارلز فوربس على موقع إن إن دي بي (الإنجليزية)